# El Nuevo Edén
El Nuevo Edén är en ort i Mexiko.   Den ligger i kommunen Cuerámaro och delstaten Guanajuato, i den centrala delen av landet, 290 km väster om huvudstaden Mexico City. El Nuevo Edén ligger 1 722 meter över havet och antalet invånare är 258.
Terrängen runt El Nuevo Edén är platt åt nordost, men åt sydväst är den kuperad. Runt El Nuevo Edén är det ganska tätbefolkat, med 72 invånare per kvadratkilometer. Närmaste större samhälle är Cuerámaro, 3,3 km nordväst om El Nuevo Edén. I omgivningarna runt El Nuevo Edén växer huvudsakligen savannskog.